# Pelecystola decorata
Pelecystola decorata är en fjärilsart som beskrevs av Edward Meyrick 1920. Pelecystola decorata ingår i släktet Pelecystola och familjen äkta malar.
Artens utbredningsområde är Kenya. Inga underarter finns listade i Catalogue of Life.